# Suzanne Bosman
Suzanne Catharina Maria (Suzanne) Bosman (Zandvoort, 23 juni 1965) is een Nederlandse nieuwslezeres en presentatrice. Ze begon met werken voor de radio, later voor de televisie. Van 1999 tot en met 2013 was zij nieuwslezer van het Half Acht Nieuws bij RTL Nieuws. Ook presenteerde zij af en toe het discussieprogramma Nieuws aan tafel.

## Carrière
Na het atheneum in Eindhoven ging Bosman naar de Academie voor de Journalistiek in Tilburg. 
Ze begon haar carrière bij de radio. Ze werkte als tiener voor een ziekenhuisomroep en een lokale omroep. Haar echte loopbaan begon ze in 1988 bij de NOS. Ruim tien jaar werkte ze als redacteur en eindredacteur bij het NOS-radioprogramma Met het Oog op Morgen. Daarnaast was ze een aantal jaren te beluisteren bij Hier en Nu-radio van de NCRV, waarna ze presentator werd van het Radio 1 Journaal.
Ze verzorgde al enige jaren de uitzending rondom de dodenherdenking op de Waalsdorpervlakte, waarvandaan RTL Nieuws al sinds het ontstaan van RTL de herdenking uitzendt. Bij het RTL Nieuws vormde ze jaren een presentatieduo met Rick Nieman. Ook sprak ze in voor Kwestie van kiezen, het interviewprogramma van Nieman.
Op 15 oktober 2013 werd bekend dat Bosman per 1 januari 2014 RTL Nieuws zou verlaten voor een baan bij de publieke omroep. Op 8 november presenteerde ze haar laatste RTL Nieuws-uitzending. Ze werd opgevolgd door Merel Westrik.
Ze presenteert voor fusieomroep AVROTROS het programma EenVandaag op NPO Radio 1. Op NPO Radio 2 is zij de medepresentator van metal-podcast 'De Keiharde Pödcast'.
| Jaar       | Programma             | Functie                    |
| ---------- | --------------------- | -------------------------- |
| 1987-1999  | Met het Oog op Morgen | Redactrice, eindredactrice |
| 1995-1999  | Radio 1 Journaal      | Presentatrice              |
| 1999-2013  | RTL Nieuws            | Presentatrice              |
| 2014-heden | Radio EenVandaag      | Presentatrice              |
| 2014-2019  | EenVandaag            | Presentatrice              |

## Privé
Toen Bosman elf was, verhuisde ze met haar ouders en zus naar Heeze in Noord-Brabant, waar haar vader burgemeester was. Haar moeder was van Duitse komaf. Samen met haar echtgenoot Hans Ganzevoort (door zelfdoding op 11 mei 2021 overleden) die bij Radio 1 werkte, heeft ze twee dochters. Bosman is een liefhebber van keiharde (vaak donkere) heavymetalmuziek en speelt gitaar. Ze vertelde daarover in het praatprogramma Beau op 9 april 2021.